# 2020 en littérature
| Années de la littérature : 2017 - 2018 - 2019 - 2020 - 2021 - 2022 - 2023    |
| Décennies de la littérature : 1990 - 2000 - 2010 - 2020 - 2030 - 2040 - 2050 |

Cet article présente les faits marquants de l'année 2020 en littérature.

## Évènements
- 22 janvier : publication du Rapport Racine sur la condition des auteurs et artistes en France.

### Commémorations
- 2 janvier : centenaire de la naissance d'Isaac Asimov, écrivain américain.
- 14 janvier : centenaire de la naissance de Jean Dutourd, écrivain français.
- 17 janvier : bicentenaire de la naissance d'Anne Brontë, femme de lettres britannique.
- 15 février : centenaire de la naissance de René Guy Cadou, poète français.
- 10 mars : centenaire de la naissance de Boris Vian, écrivain français.
- 11 mars : bicentenaire de la parution des Méditations poétiques, recueil de poèmes d'Alphonse de Lamartine.
- 20 mars : centenaire de la naissance d'Andrée Chedid, romancière et poétesse française d'origine syro-libanaise.
- 9 mai : centenaire de la naissance de Richard Adams, romancier britannique, auteur du célèbre Les Garennes de Watership Down.
- 21 juillet : centenaire de la naissance de Mohammed Dib, écrivain algérien d'expression française.
- 16 août : centenaire de la naissance de Charles Bukowski, écrivain américain.
- 22 août : centenaire de la naissance de Ray Bradbury, écrivain américain.
- 6 septembre : centenaire de la mort de Paul-Jean Toulet, poète français célèbre pour ses Contrerimes, forme poétique qu'il a créée.
- 8 octobre : centenaire de la naissance de Frank Herbert, écrivain américain.
- 23 novembre : centenaire de la naissance de Paul Celan, poète français d'origine roumaine et de langue allemande.

## Parutions

### Biographies
- Yoga, récit autobiographique d'Emmanuel Carrère, éditions P.O.L

### Essais
- Serge Venturini, Tcharents notre contemporain suivi de la traduction du poème Foules affolées avec l'aide d'Élisabeth Mouradian, coll. « Lettres arméniennes », éd. L'Harmattan, Paris, février 2020.  (ISBN 9782343158617)
- Allan Arsmann, La Bible lue par un Asperger-Premier jour: l'entrée, éd. Paradeigma, 2020.
- Eric Rohmer, Le Sel du présent : Chroniques de cinéma, Capricci, février 2020.
- Françoise Etchegaray, Contes des mille et un Rohmer, Éditions Exils, mars 2020.
- Jean-Pierre Thiollet, Hallier, L'Homme debout, Neva éditions, novembre 2020. (ISBN 978-2-35055-285-9)

### Histoire
- Michel Goya, Les Vainqueurs : Comment la France a gagné la Grande Guerre, Paris, Tallandier, coll. « Texto », 2020, 320 p. (ISBN 979-10-210-4621-4)
- Benoist Bihan, La Guerre : la penser et la faire  (préf. Michel Goya), Paris, JC Godefroy, coll. « Cercle Aristote », juin 2020, 120 p. (ISBN 978-286-553-3060)

### Livres géopolitiques
- Michel Goya, Une révolution militaire africaine : Lutter contre les organisations armées en Afrique subsaharienne, Amazon, 2020 (ASIN B07L7BHMCR).

### Poésie
- Denise Desautels, L'heure violette, L'Atelier des Noyers, coll. "Carnets de couleurs", Perrigny-lès-Dijon (France), 52 p.  (ISBN 9782490185320)
- Andréane Frenette-Vallières, Sestrales, Éditions du Noroît, Montréal (Québec), 93 p.  (ISBN 9782897662226 et 9782897662233)
- Diane Régimbald (illustration Christine Brioul), Cœur d'orange, L'Atelier des Noyers, Perrigny-lès-Dijon (France)  (ISBN 978-2-490185-31-3)

### Romans

#### Auteurs francophones
- Vie de Gérard Fulmard, Jean Echenoz, Les Éditions de Minuit
- Ann Scott (trad. de l'anglais), La Grâce et les Ténèbres, Paris/53-Mayenne, éditions Calmann-Lévy, 2020, 378 p. (ISBN 978-2-02-144104-8)
- Et ton cœur qui bat, Carène Ponte, Éditions Michel Lafon
- Histoires de la nuit, Laurent Mauvignier, Les Éditions de Minuit
- Héritage, Miguel Bonnefoy, éditions Rivages
- Nos frères inattendus, par Amin Maalouf, Éditions Grasset
- Un traître mot de Thomas Clavel, La Nouvelle Librairie

#### Auteurs traduits
- Elena Ferrante, La Vie mensongère des adultes, traduit de l'italien par Elsa Damien, Paris, Éditions Gallimard, coll. « Du monde entier », 416 p.  (ISBN 978-2-07-289921-8)

### Théâtre
- Diane, Fabrice Melquiot, L'Arche Éditeur, Collection « Scène Ouverte »
- Les Rêveurs, Christophe Pellet, L'Arche Éditeur, Collection « Scène Ouverte »
- À la carabine suivi de Cheveux d'été, Pauline Peyrade, Les Solitaires intempestifs, 80 p.

## Décès
- 31 janvier : Mary Higgins Clark, écrivaine américaine (° 22 décembre 1935).
- 24 mars : Albert Uderzo, dessinateur et auteur français (° 25 avril 1927).
- 1er avril : Bruce Dawe, poète australien (° 15 février 1930).
- 16 avril : Luis Sepúlveda, écrivain chilien (° 4 octobre 1949).
- 29 avril : Maj Sjöwall, écrivaine suédoise  (° 25 septembre 1935).
- 6 novembre : Mikhaïl Jvanetski, écrivain russe (° 6 mars 1934).
- 28 juillet : Gisèle Halimi, avocate, écrivaine et militante féministe franco-tunisienne.